# Джанибекян, Сос Каренович
Сос Каренович Джанибекян (арм. Սոս Կարենի Ջանիբեկյան; 8 апреля 1988, Ереван), армянский актер.

## Биография
В 2004 году окончил в Ереване среднюю школу № 30 имени Г. Овсепяна. Затем до 2008 года учился на Факультете кинематографии Ереванского государственного института кино, но не окончил. Дважды разведён, есть дочь. В студенческие годы снимал фильмы, получившие приз «Лучший режиссер». В 2009 году сыграл  главную роль (убитый муж) в пьесе Акутагавы «В чаще». С 2010 года сценарист и директор продюсерского центра «Футу». В 2010 году выступал в Тегеране в спектакле «Встать, суд идет!» в роли Согомона Тейлиряна    .

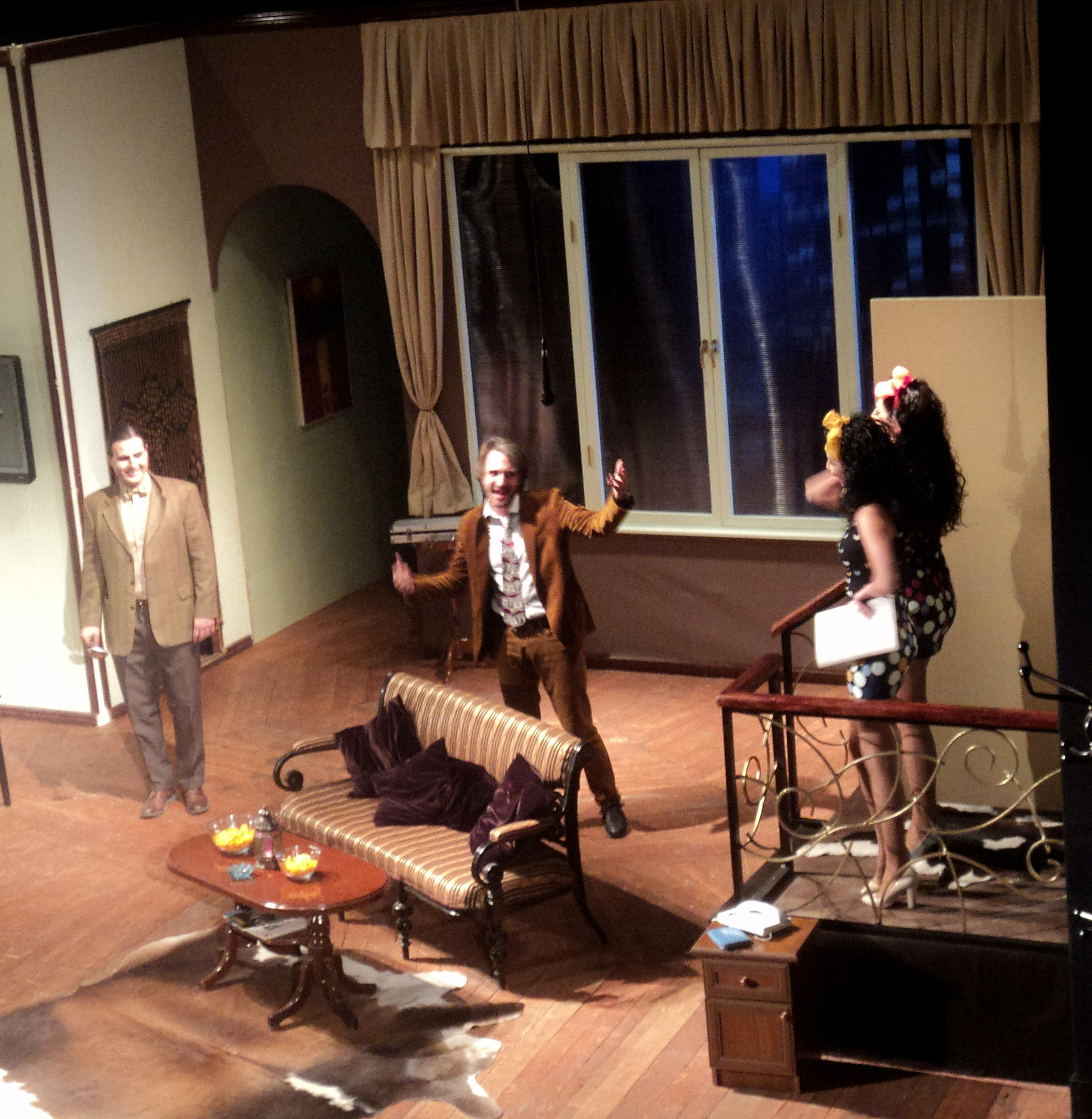
Спектакль «Нечетная парочка» в драматическом театре им. Капланяна

## Фильмография
| Год  | Название                 | Роль            |
| ---- | ------------------------ | --------------- |
| 2005 | Связанные параллели      |                 |
| 2005 | Гончары                  |                 |
| 2007 | Мой любимый город Ереван |                 |
| 2009 | Переплетенные параллели  | Нарек           |
| 2011 | Жених из цирка           |                 |
| 2012 | Охотник на фазанов       |                 |
| 2013 | Ход конем                | Букмекер Давид  |
| 2013 | Утраченное наследие      | Левон Манташев  |
| 2014 | Залив полумесяца         |                 |
| 2014 | Вместо кого-то           |                 |
| 2015 | Ворогайт                 |                 |
| 2014 | Теваник                  |                 |
| 2014 | Стрелок 2                |                 |
| 2015 | Скотч и виски            |                 |
| 2015 | В ловушке                |                 |
| 2015 | Север-Юг                 |                 |
| 2016 | Медовый месяц            |                 |
| 2016 | Землетрясение            | Сеник           |
| 2016 | Последний житель         | Артист          |
| 2018 | Армен и я: Армения       | Левон           |
| 2019 | Врата в рай              | Михаил Мовсисян |
| 2019 | Абонент неизвестен       | Жора            |
| 2020 | Песни Соломона           | Саркис          |
| 2022 | Полли                    |                 |

| Год                  | Название                                           | Роль          | Примечания                 |
| -------------------- | -------------------------------------------------- | ------------- | -------------------------- |
| 2015–настоящее время | Домино (армянский сериал)                          | Мика          | Основной состав            |
| 2016-2017            | Желанный жених                                     | Сам           | Реалити - шоу              |
| 2017                 | Аншлаг (армянский сериал)                          | Мика          | Специальный гость (Ep. 20) |
| 2017                 | Обратный отсчет                                    | Айк           | Основной состав            |
| 2019                 | Хаос (армянская экранизация мини-сериала)          | Микаел Алимян | Основной состав            |
| 2020                 | Во имя чести (армянская мини-сериальная адаптация) | Арташес       | Основной состав            |
| 2020                 | Анатолийская история                               | Эрдем Гази    | Основной состав            |
| 2021                 | Потерянный дневник                                 | Давид         | Основной состав            |

| Год  | Название     | Художник                         |
| ---- | ------------ | -------------------------------- |
| 2014 | Прямо сейчас | Ми кани хоги (несколько человек) |
| 2015 | Бахтабер     | Арман Товмасян                   |

## Спектакли
- «Тавутум», 2009 г.
- «Встать, суд идет!», 2010 г. (роль Согомона Тейлиряна)
- «Нечетная пара»

## Телевизионные сериалы
- «Цена жизни», 2008 г.
- «Возвращение», 2010 г.
- «Братья», 2012 г.
- «Счастливчик», 2015 - 2017 гг.
- «Домино», 2015-2017 гг.
- «Желаемый жених», 2016
- «Обратный отсчет», 2017
- «Хаос», 2019
- «Ради чести», 2020
- «Анатолийская история», 2020
- «Утраченный дневник», 2021 г.

## Семья
- Дед - народный артист СССР Гурген Джанибекян
- Отец - Народный артист РА Карен Джанибекян.
- Мать - драматург Анаит Агасарян
- Братья - кинорежиссер, оператор Гурген Джанибекян и актер Микаэл Джанибекян